# Vozera Vymna (sjö i Vitryssland, lat 55,45, long 30,34)
Vozera Vymna (vitryska: Возера Вымна) är en sjö i Belarus.   Den ligger i voblasten Vitsebsks voblast, i den nordöstra delen av landet, 240 km nordost om huvudstaden Minsk. Vozera Vymna ligger 146 meter över havet. Arean är 3,1 kvadratkilometer. Den sträcker sig 4,3 kilometer i nord-sydlig riktning, och 3,0 kilometer i öst-västlig riktning.
I omgivningarna runt Vozera Vymna växer i huvudsak blandskog. Runt Vozera Vymna är det ganska tätbefolkat, med 139 invånare per kvadratkilometer.